# Vratislavice nad Nisou (zámek)
Zámeček ve Vratislavicích nad Nisou nechal postavit nejmladší ze tří synů Ignaze Ginzkeye v roce 1900. Zámeček je v pseudorenesančním slohu a je umístěný v klidném prostředí rozlehlého parku. Jako stavební materiál byla použita opuka, která měla navodit představu renesančního šlechtického sídla. Jednopatrová budova se vstupním schodištěm, sousoším a kuželovou věží se stala hlavním sídlem majitelů nedaleké továrny na výrobu koberců a dek. Kolem zámečku byl vybudován rozsáhlý sedmihektarový park s tuzemskými a cizokrajnými dřevinami. V dolní části parku bylo vyhloubeno umělé jezírko s okrasnou hrází a vedle byla postavena zámecká konírna. V jezírku sídlily labutě a park byl veřejnosti nepřístupný.
28.10. 1945 došlo ke znárodnění firmy Ginskey a vznikl národní podnik - Továrny na koberce a nábytkové látky - TOKO, který objekt převzal. Ze Zámečku se stala ubytovna pro nové mladé zaměstnance textilky. Dne 28.2.1948 zachvátil Zámeček požár, kterému podlehla střecha s věží. Při následné rekonstrukci bylo přistavěno druhé patro za účelem rozšíření ubytovny. Věž již zůstala bez kuželovité špice. Zámeček sloužil jako ubytovna až do roku 1990. Poté se stal majetkem odštěpného závodu Bytexu - společnosti Byservis. Následně přešel Zámeček do soukromého vlastnictví. Dnes slouží jako turistická ubytovna.